# Krokodyl (faraon)
Krokodyl – władca starożytnego Egiptu z dynastii 0. Jego imię znajduje się na serechu pochodzącym z grobu 315 w Tarchan. Krokodyl najczęściej uważany jest za uzurpatora panującego w Delcie, być może współcześnie z Narmerem. Część badaczy utożsamia go z Ka.

## Imię
| G5 |

| G5 |

| I3 · Z7 |

| I3 · Z7 |

| I3 · Z7 |

| I3 · Z7 |

| G5 |

| G5 |

| I3 · Z7 |

| I3 · Z7 |

| I3 · Z7 |

| I3 · Z7 |